# Floor van het Nederend
Floor van het Nederend (Haarlem, 1987) is een Nederlands kunstenaar, illustrator en schrijver van stripromans.

## Carrière
Van het Nederend is opgegroeid in Haarlem en in 2008 verhuisd naar Amsterdam. Vanuit de Oudeschans in Amsterdam, startte hij met zijn huisgenoten Joost van der Hoeven (drummer), Bonne Reijn (zanger en modeontwerper) en met zijn jongere broer en muzikant Mick van het Nederend de band Bat Country. Na het ontwerpen van een bandshirt voor Bat Country zag hij toekomst in tekenen. Wanneer zijn huisgenoot Bonne een vaste avond begint te organiseren in Bar Ludwig wordt Floor verantwoordelijk voor de flyers en begint zijn liefde voor illustratie volledig terug te keren. Snel volgen er verschillende exposities in samenwerking met bedrijven als Nike, Converse, De Volkskrant, Paradiso, Skatepark Haarlem en Patta. Ook volgen er verschillende samenwerkingen met merken uit de skateboardwereld, waar Floor als fanatiek skateboarder veel connecties heeft opgedaan. In interviews benadrukt Floor hoe belangrijk zijn tijd in Haarlem was samen met zijn vrienden Hans Klok (illusionist) en Stefan Rooijakkers, evenals de tijd in Amsterdam samen met zijn huisgenoten. Het werk van Floor van het Nederend is geïnspireerd door comics, punk flyers en pop art. In zijn werk komen de natuur en bergen voor als thema. Ook heeft van het Nederend zijn eigen stripfiguur Malvin The Cat bedacht die vaak terug te vinden is in zijn werk.